# Ølejr
En Ø-lejr eller Ølejr er en kollektiv ferieform, som traditionelt foregår på mindre øer i Danmark, men efterhånden foregår en del ølejre også på fastlandet eller større øer.
Faciliteterne er primitive, og man bor i telte tæt på naturen. Sovetelte findes på lejren, men deltagerne skal selv medbringe madras eller underlag. Traditionelt soves der i store fælles telte, men på nogle af lejrene kan medbringes eget mindre telt.
På en ølejr mødes mennesker i alle aldre og fra alle samfundsgrupper. Madlavning sker fælles, ligesom indkøb, oprydning og hvad der ellers skal gøres sker i fællesskab på frivillig basis. En ølejr er en mere kollektiv form for camping eller en mere anarkistisk og voksen form for spejderlejr. På de fleste ølejre er der en igangsætter til at vejlede deltagere der har lyst til at give sig i kast med nogle af lejrens tilbud. Der vil typisk være en af lejrdeltagerne, der er regnskabsfører og holder rede på lejrens økonomi, men der er ingen leder. Det er alles fælles ansvar at få lejren til at fungere.
Ølejrbevægelsen arrangerer 9 forskellige ølejre, fordelt rundt om i landet. De 9 ølejre har forskellige emner hver uge, som man kan læse mere om på hjemmesiden.

## Historie
Ølejre opstod i forbindelse med det europæiske naturfredningsår 1970, hvor især 15-20 årige unge mødtes på 4 lejre, hvor man arbejdede med håndværksmæssige opgaver under lønnet vejledning (bl.a. fra spejderbevægelsen) – og med en vis form for fællesskab. Man arbejdede f.eks. med at restaurere gamle vindmøller, naturpleje og arkæologi.
I 1971 blev Ølejrbevægelsen stiftet og fra 1971-1973 blev der ydet statsstøtte. Siden 1974 har Ølejrbevægelsen været kørt, som en selvstændig forening uden statsstøtte.
I 1971 blev også den meget omtalte kvindeølejr: Femø ølejr startet .

### Ølejre arrangeret af Ølejrbevægelsen (1971- )
- Drejø ølejr (c.1974- ) på Drejø – Krop, sind og ånd i pagt med naturen (Yoga, selvudvikling).
- Røsnæs ølejr ved Kalundborg – Børn og voksne hygger sig.
- Skarø ølejr(siden 1974) på Skarø – Dus med de lokale.
- Vejlø ølejr Siden 1971 Vejlø – Legeø – i, på og ved vandet.
- Græsrodsgården ølejr på Græsrodsgården ved Holbæk – En ølejr med fast tag.
- Omø ølejr (siden 1983) på Omø – Solskinsøen i Storebælt
- Hjerk ølejr nord for Skive – Hygge, humle og håndværk.
- Samsø ølejr på det nordlige Samsø – Familielejr for børn og voksne.
- Lyø ølejr på Lyø. Musik for alle. Alverdens folkemusik, rytmisk, spillemandsmusik

### Nu nedlagte ølejre arrangeret af Ølejrbevægelsen
- Ærø ølejr( -c.1990) på Ærø.
- Fur ølejr( -c.1987) på Fur.
- Agersø ølejr( -c.1993)på Agersø.
- Avernakø
- Nekselø

### Andre ølejre
- Femølejren (1971- ) – Den meget omtalte kvindeølejr.
- Furlejren – Teltlejr for folkemusikelskende spillemænd og -kvinder
- Anholtlejren (1982-2002) – Spirituel ølejr (er nu lukket)

## Eksterne links
- Ølejrbevægelsens hjemmeside